# Karl Kälin (Politiker)
Karl Kälin (* 12. Juni 1874 in Einsiedeln; † 3. Juli 1959 ebenda, heimatberechtigt in Einsiedeln) war ein Schweizer Politiker (CVP).

## Biografie
Karl Kälin wurde am 12. Juni 1874 in Einsiedeln als Sohn des Ratsherrn Josef Kälin geboren. Nach seinem Schulabschluss in Einsiedeln hatte Karl Kälin die Leitung eines Sägewerks samt angegliederter Holzhandlung, einer grösseren Landwirtschaft sowie eines Gasthauses inne.
Karl Kälin heiratete im Jahr 1907 Ersilia geborene Maier. Er verstarb am 3. Juli 1959 drei Wochen nach Vollendung seines 85. Lebensjahres in seiner Geburtsstadt Einsiedeln.

## Politischer Werdegang
Karl Kälin, Mitglied der Christlichdemokratischen Volkspartei, wurde zu Beginn seiner politischen Laufbahn 1904 in den Einsiedler Bezirksrat gewählt, dem er bis 1922 angehörte und dem er ab 1920 als Bezirksammann vorstand. Parallel dazu sass er zwischen 1912 und 1920 im Kantonsrat. Nach seiner Wahl in den Schwyzer Regierungsrat 1922, in dem er bis 1928 vertreten war, wurde Karl Kälin die Leitung des Baudepartements übertragen. Zusätzlich amtierte er ab 1926 als Landammann.
In Kälins Regierungszeit fielen in den Jahren 1925 bis 1926 der Bau des Regierungsgebäudes sowie die Renovation des Zeughauses in Schwyz und der Salzmagazine in Bäch und Siebnen. Beim Bau des Kraftwerks Wägital vertrat er die Interessen des Kantons und des Bezirks March und leitete die Verhandlungen im Konzessionsvertrag für das Etzelwerk.